# Hawana
Hawana (hiszp. La Habana lub San Cristóbal de La Habana) – stolica Kuby, największe miasto oraz port na wyspie i w całych Karaibach, położone nad Zatoką Hawańską. Główny ośrodek przemysłowy kraju, gdzie obecny jest przemysł tytoniowy, petrochemiczny, włókienniczy, elektromaszynowy. Węzeł komunikacji lądowej, morskiej i lotniczej (międzynarodowe lotnisko im. José Martí). Posiada uniwersytet od 1728.

## Historia
Miasto założył około 1515 hiszpański konkwistador Diego Velázquez de Cuéllar na południowym wybrzeżu wyspy. W 1519 Hawana została przeniesiona na obecne miejsce (dlatego niektóre źródła podają, że została założona w 1519). Początkowo była tylko portem handlowym, ale w 1607 została stolicą hiszpańskiej kolonii: Kuby. W 1728 powstał w Hawanie uniwersytet. Mimo wielu napadów angielskich, francuskich i holenderskich piratów miasto dynamicznie się rozwijało i szybko stało się głównym hiszpańskim portem w Nowym Świecie. Z wyłączeniem okupacji angielskiej w 1762 podczas wojny siedmioletniej do 1898 należała do Hiszpanii. Zatonięcie 15 lutego 1898 w hawańskim porcie pancernika USS Maine (prawdopodobnie w wyniku wybuchu kotła) stało się pretekstem do wybuchu wojny amerykańsko-hiszpańskiej, w wyniku której Hawana wraz z całą wyspą przeszła pod amerykańską okupację. W 1902 Hawana została stolicą Republiki Kuby. W pierwszej połowie XX wieku stała się ważnym ośrodkiem turystycznym. 8 stycznia 1959 została zajęta przez rewolucyjne oddziały Fidela Castro. Prowadzona przez Castro polityka gospodarcza doprowadziła do zmierzchu świetności miasta, ale począwszy od lat 80. XX wieku prowadzone są zabiegi renowacyjne w obrębie starego miasta.
W lipcu 2015 uruchomiono pierwszą w kraju strefę dostępu do internetu, z której mogą korzystać Kubańczycy. Wcześniej internet dostępny był jedynie w strefach zamieszkania zagranicznych turystów.
Hawana była ulubionym miejscem Ernesta Hemingwaya, który spędził tu 20 lat swojego życia.

## Zabytki
W Hawanie znajdują się liczne zabytki architektury kolonialnej. Z tego powodu stare miasto (hiszp. La Habana Vieja) zostało w 1982 wpisane na listę światowego dziedzictwa UNESCO. Na starym mieście znajduje się Plaza de la Catedral, czyli główny plac starego miasta z barokową katedrą.
- Malecón – bulwar nadmorski
- zamek i fort Morro z XVI w.
- Castillo de la Real Fuerza z 2. połowy XVI w. – dawna rezydencja hiszpańskiego gubernatora
- senat z XVIII w.
- Katedra Niepokalanego Poczęcia z 2. połowy XVII w.
- klasztor Santa Clara z 1644
- kościół San Francisco z 1656
- ratusz miejski z 1792

## Muzea
- Muzeum Narodowe Sztuk Pięknych
- Museo Nacional de Historia Natural de Cuba(inne języki)
- Museo de Artes Decorativas(inne języki)
- Museo de la Revolución – Muzeum Rewolucji Kubańskiej, mieszczące się w dawnym pałacu prezydenckim dyktatora Batisty
- Museo Napoleónico(inne języki)
- Museo del Aire(inne języki)

## Galeria

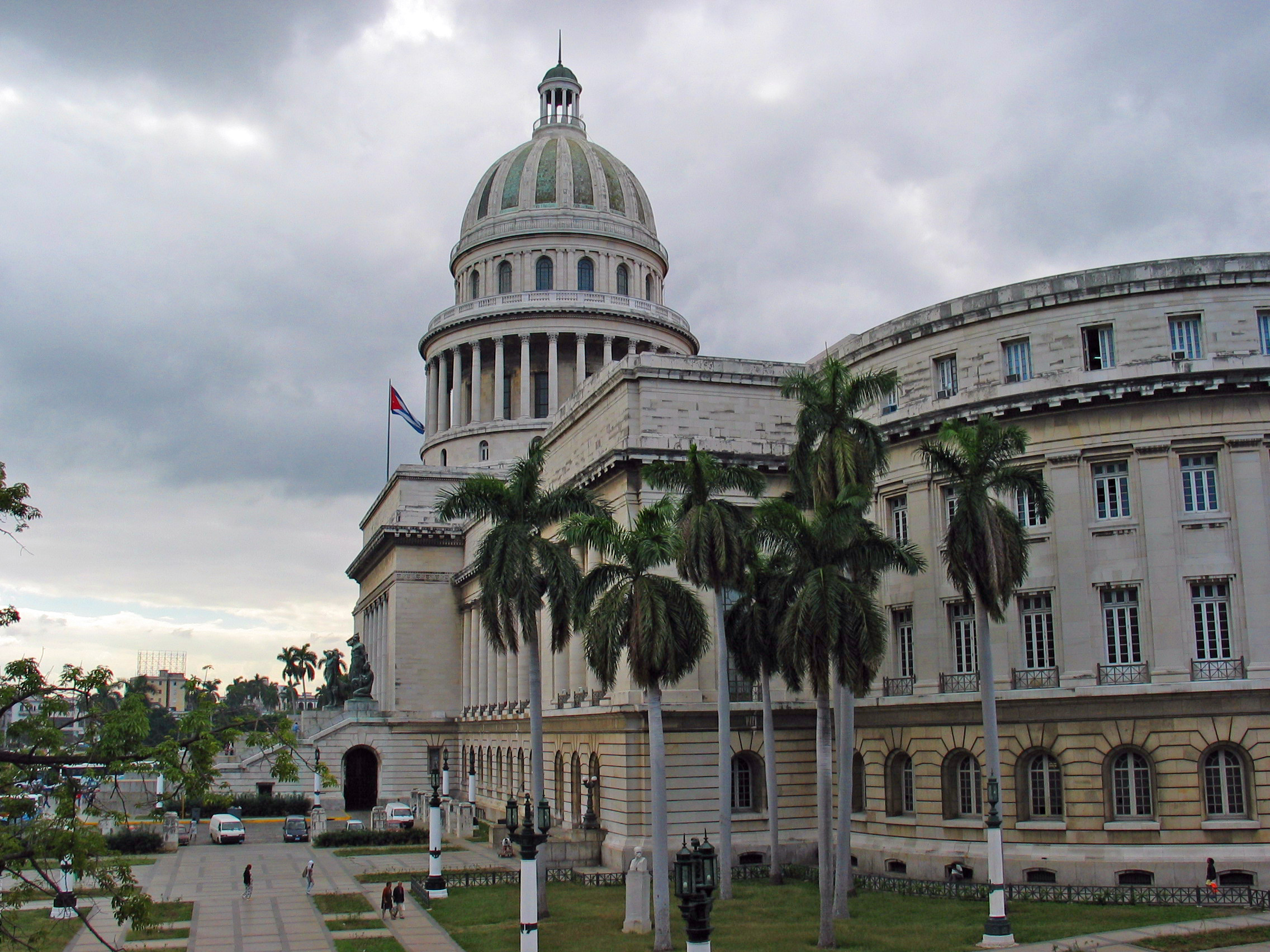
Kapitol Narodowy(inne języki)
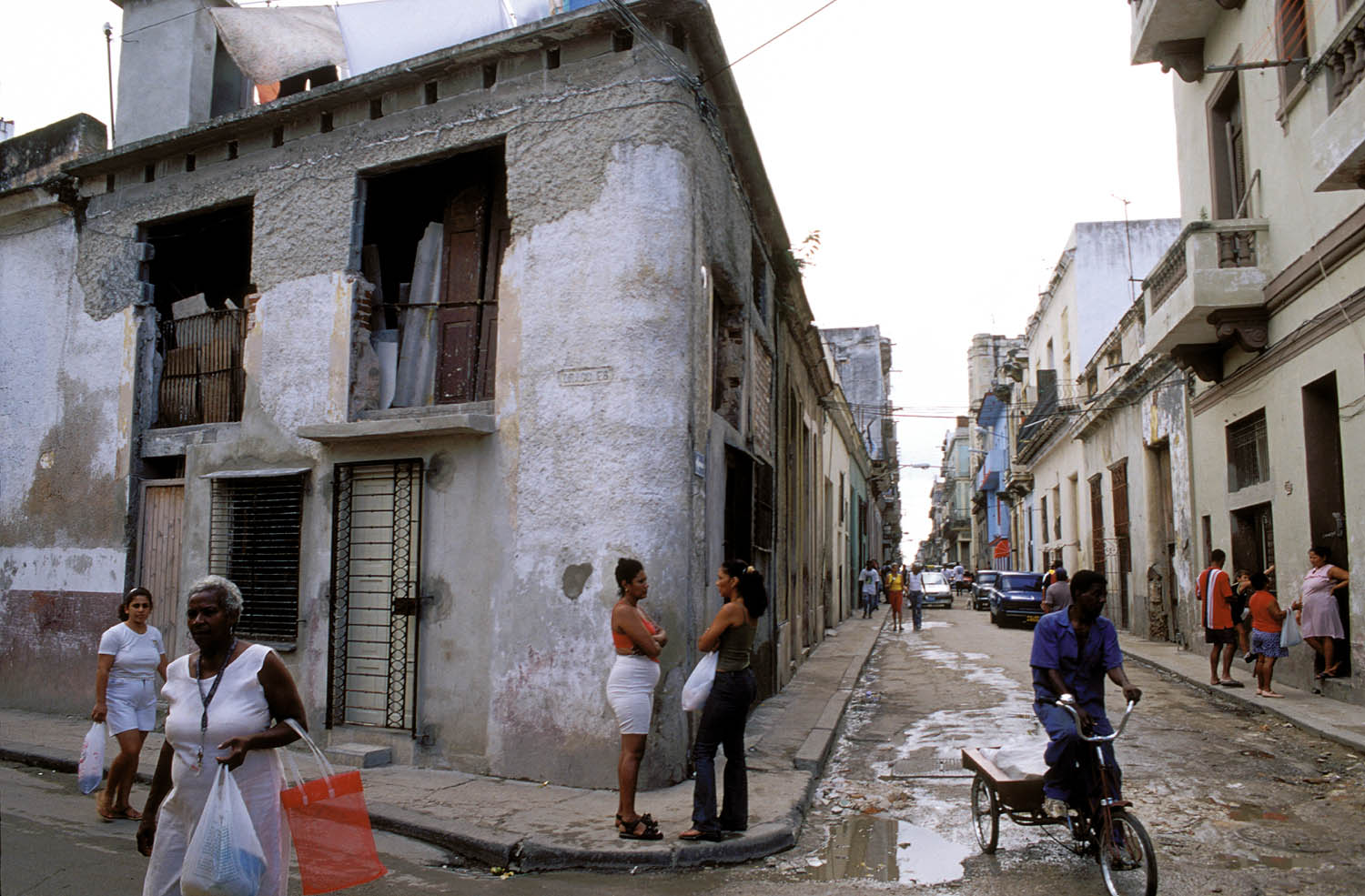
Uliczka na starym mieście (La Habana Vieja)
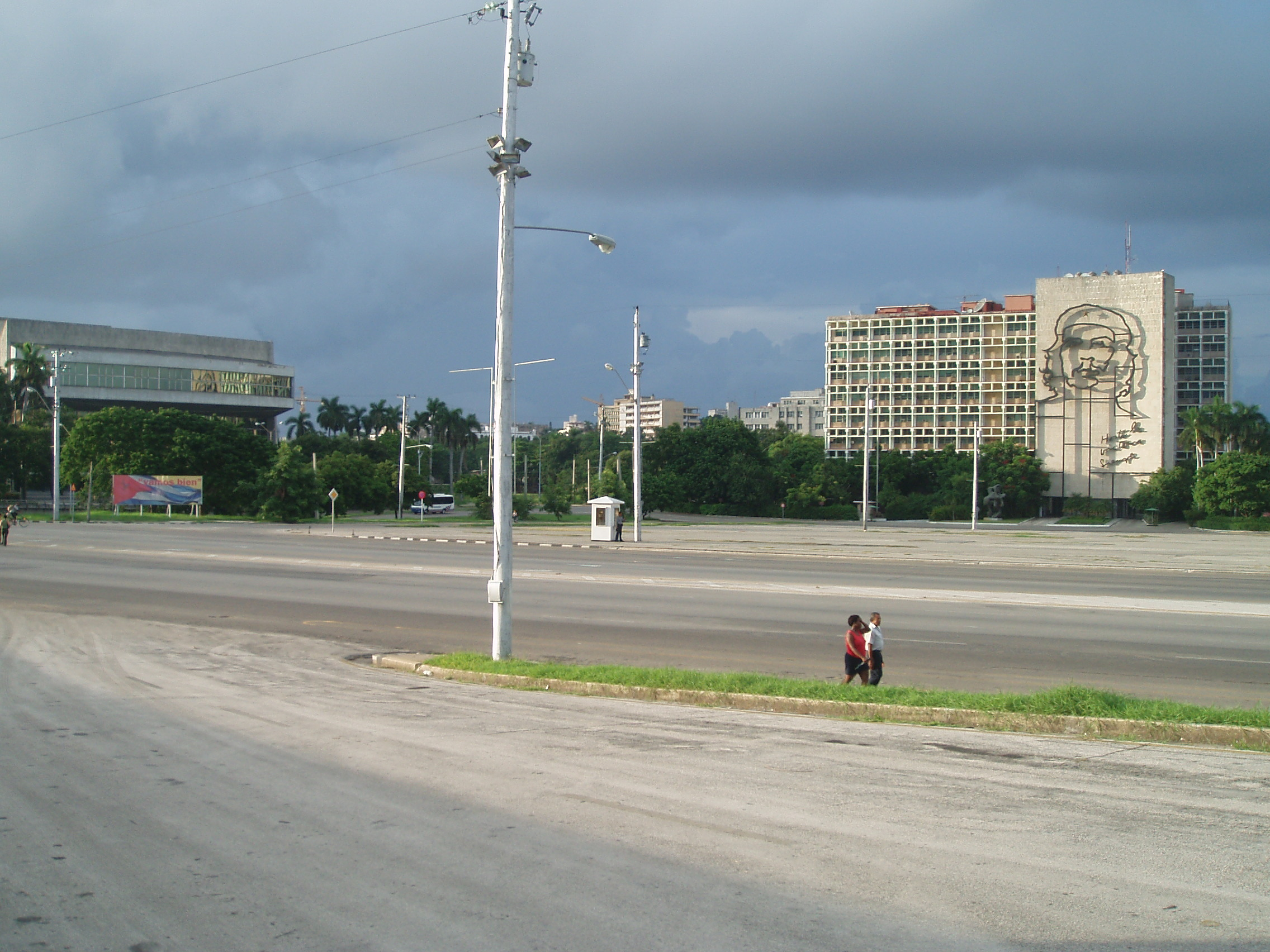
Plac rewolucji w Hawanie. W tle siedziba ministerstwa spraw wewnętrznych z wizerunkiem Ernesto „Che” Guevary
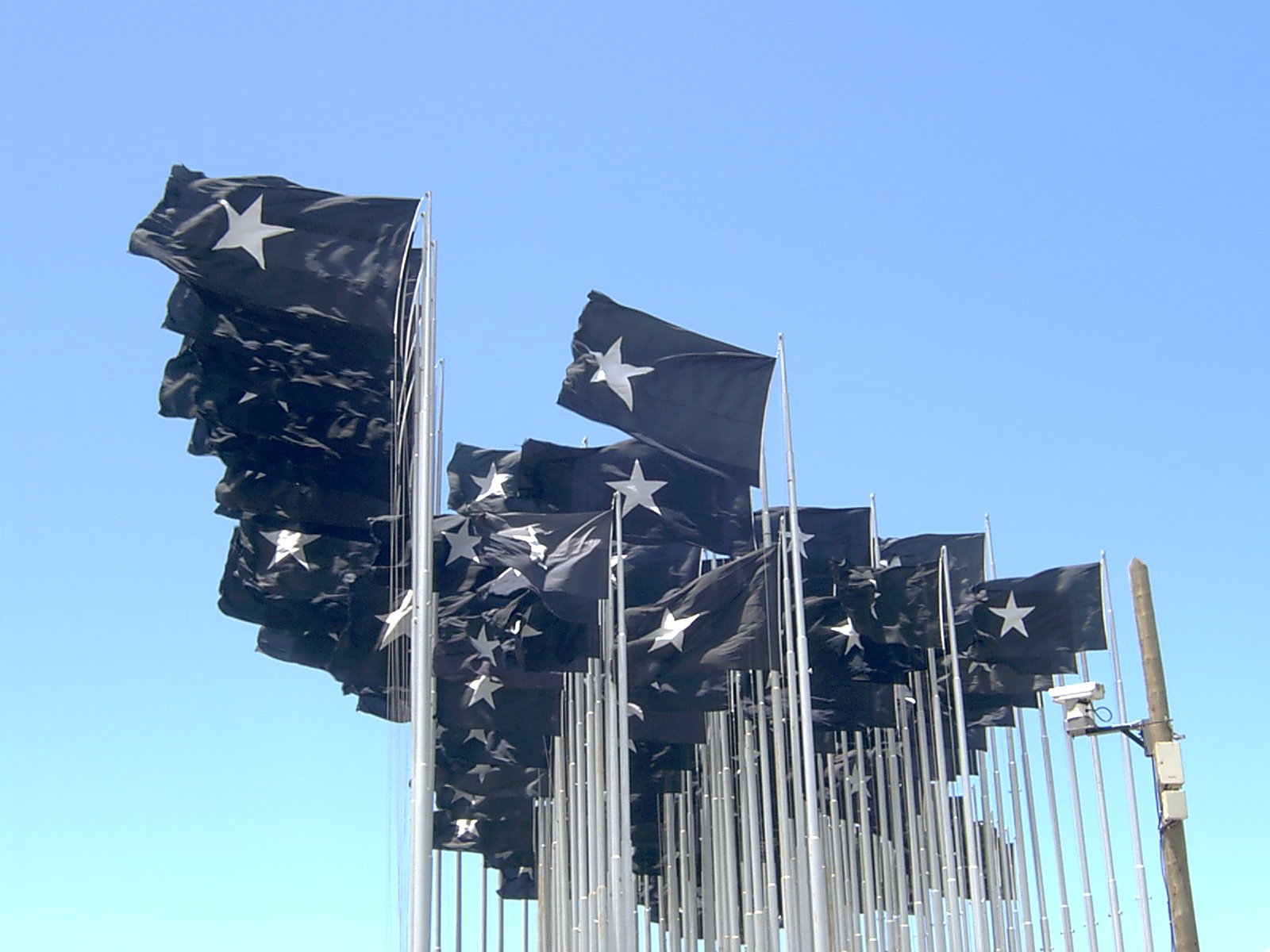
Flagi przed ambasadą amerykańską w Hawanie. Każda z nich zawieszana jest w chwili, gdy rząd kubański uzna aktualne działania kongresu USA za akt międzynarodowego terroryzmu
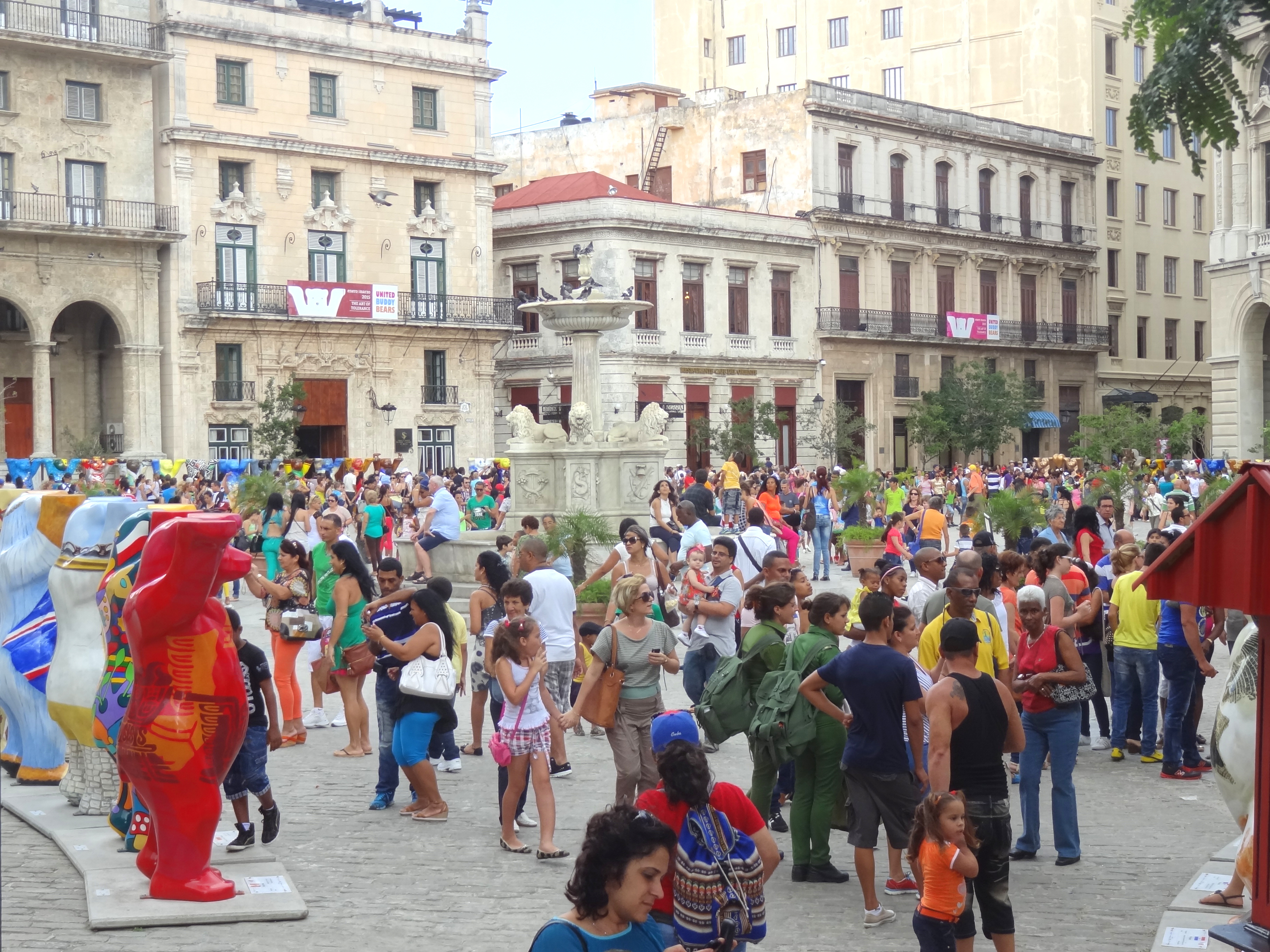
Wystawa „United Buddy Bears Show – Havanna 2015”. 128 niedźwiedzi stoi „ręka w rękę” na Plaza de San Francisco de Asís w historycznym centrum stolicy Kuby[6][7].
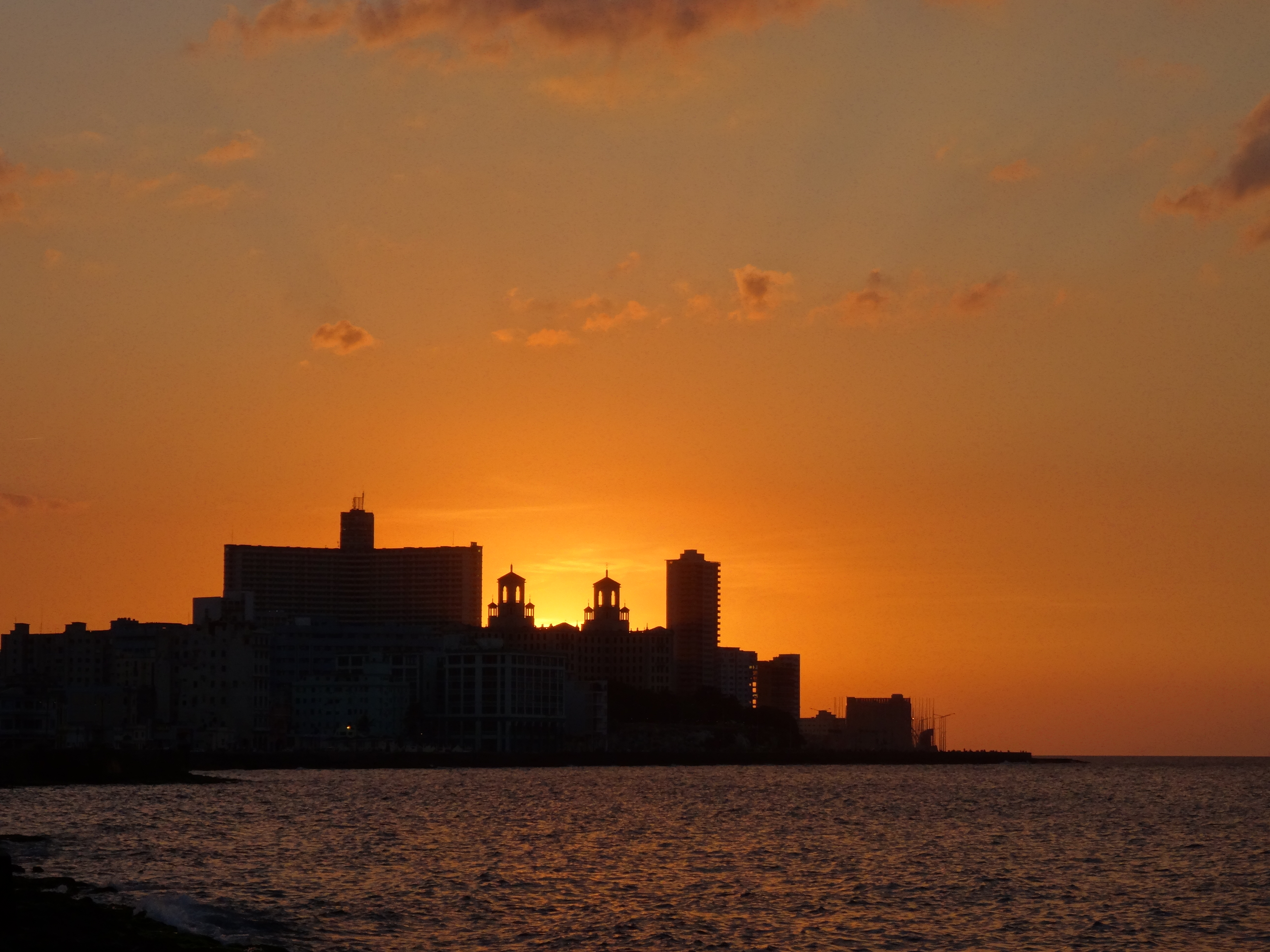
Malecón: Zachód słońca nad Hotelem Nacional
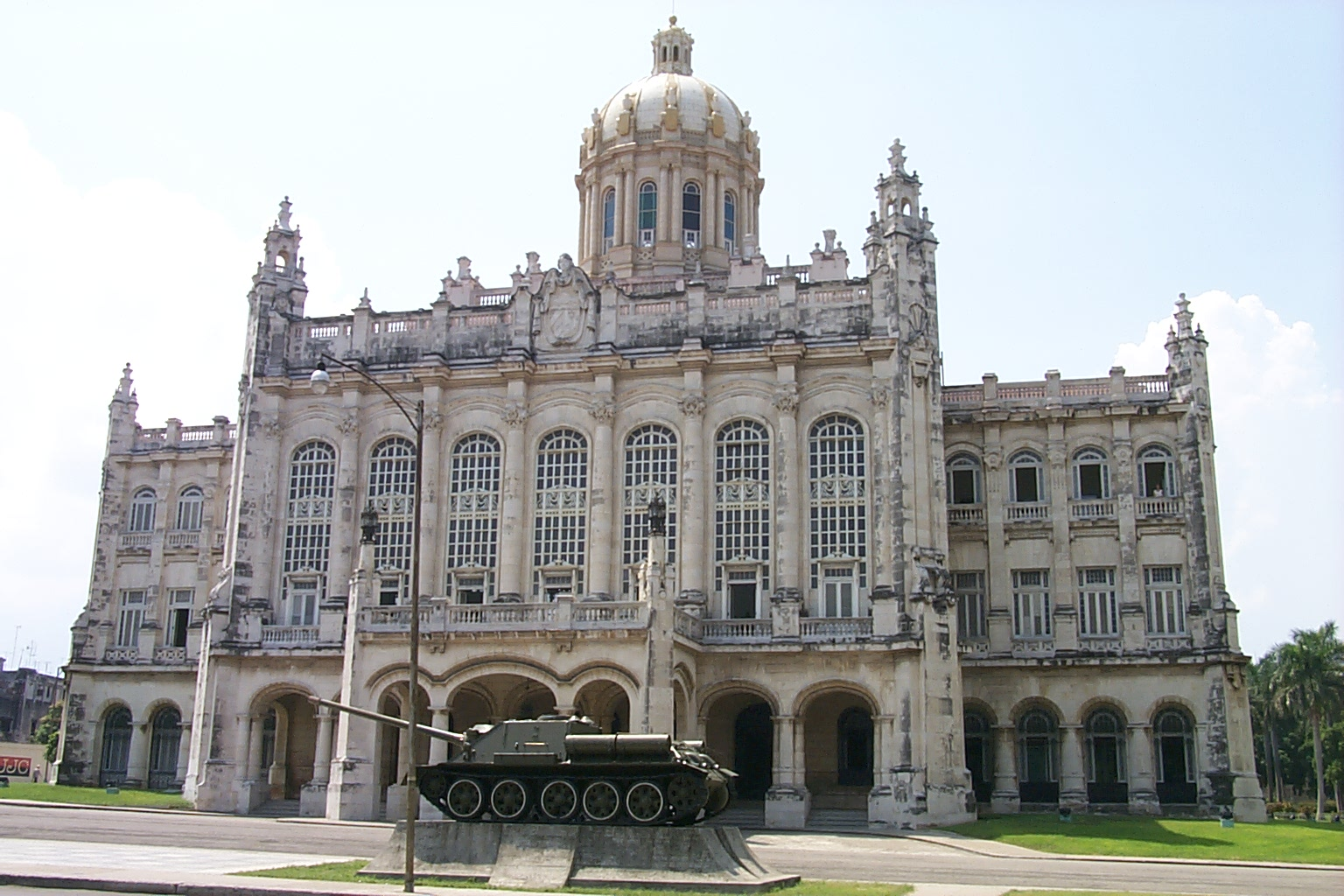
Muzeum Rewolucji
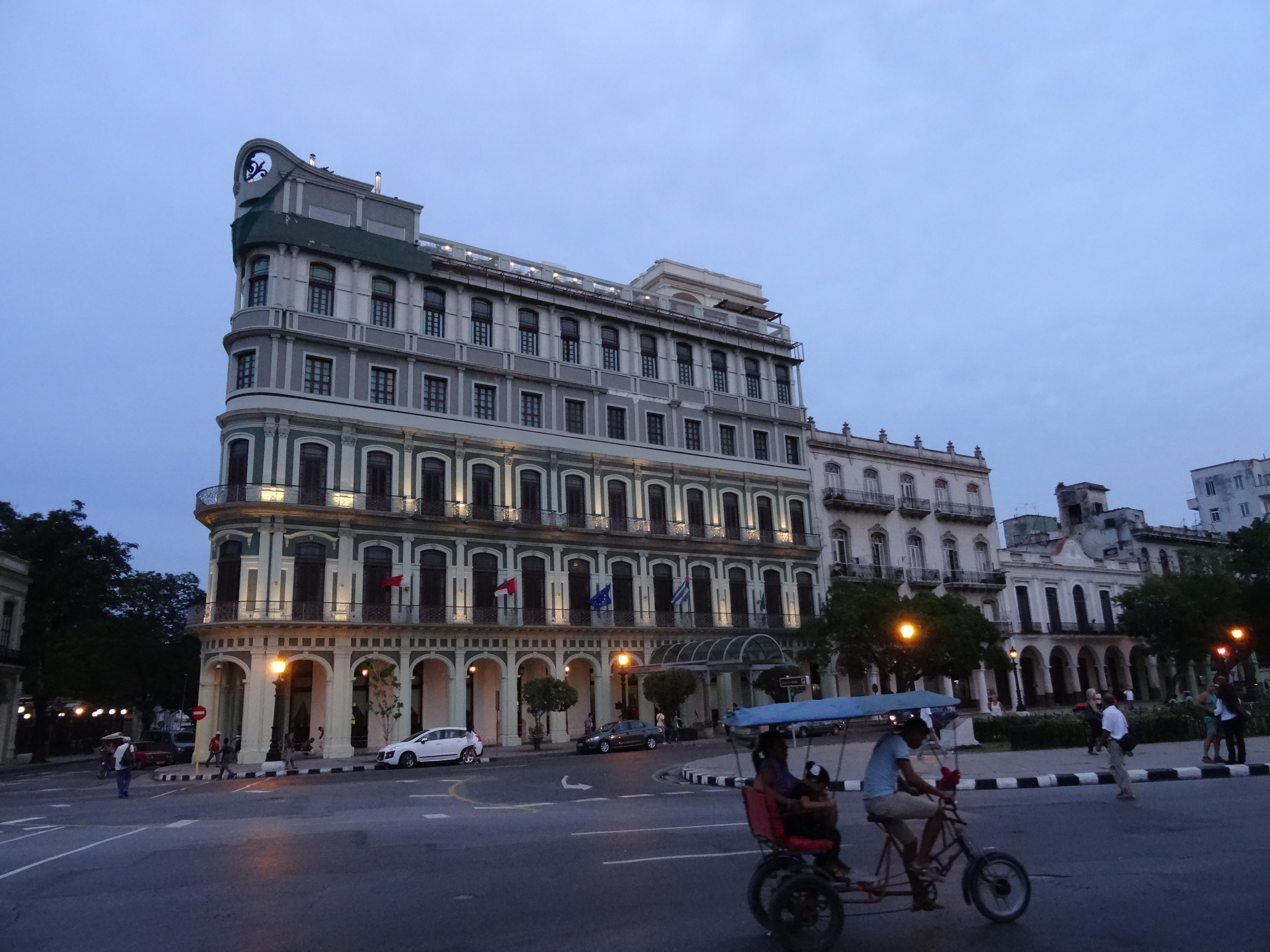
Hotel Saratoga
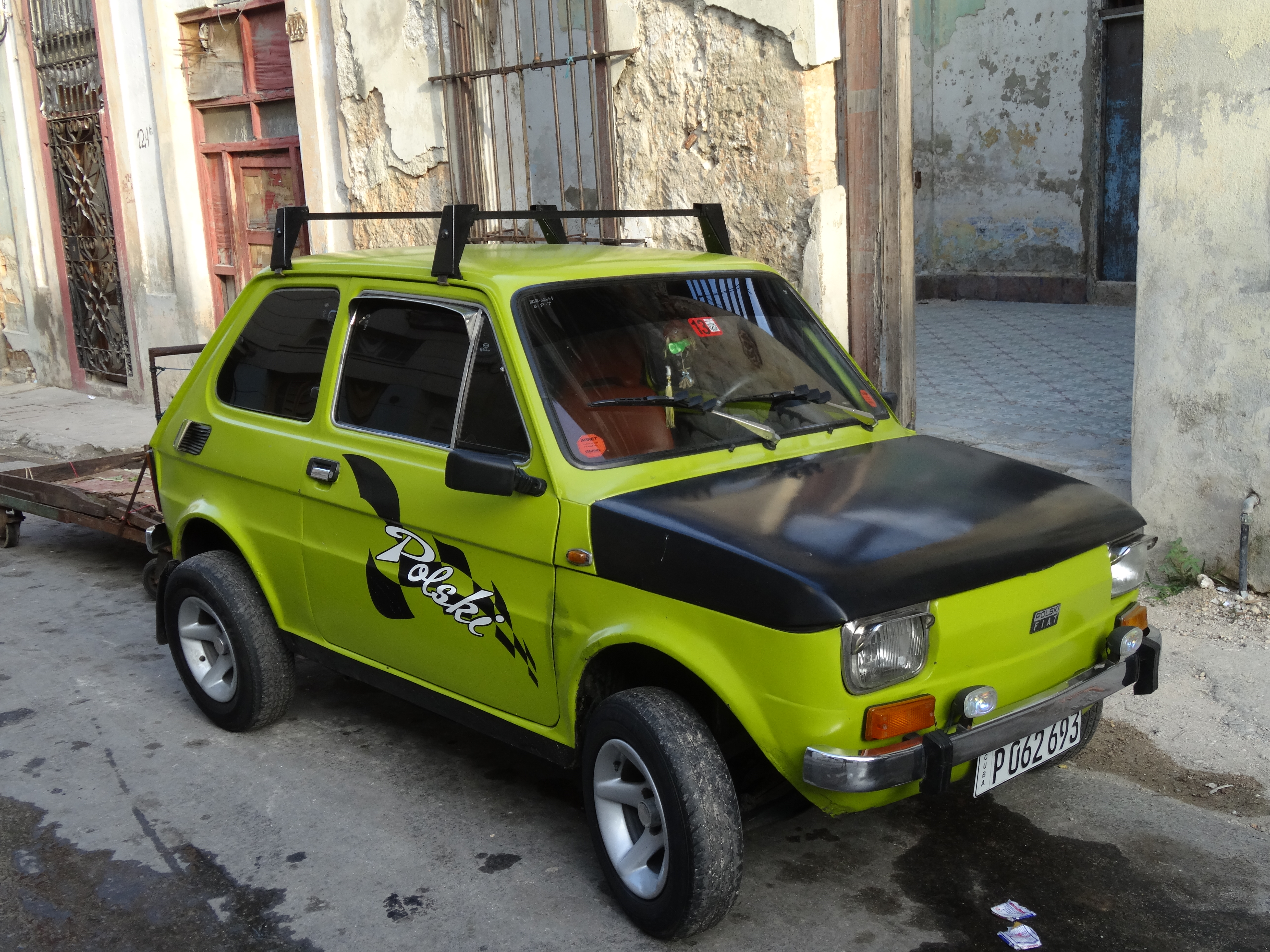
Polski Fiat 126p na ulicy Hawany
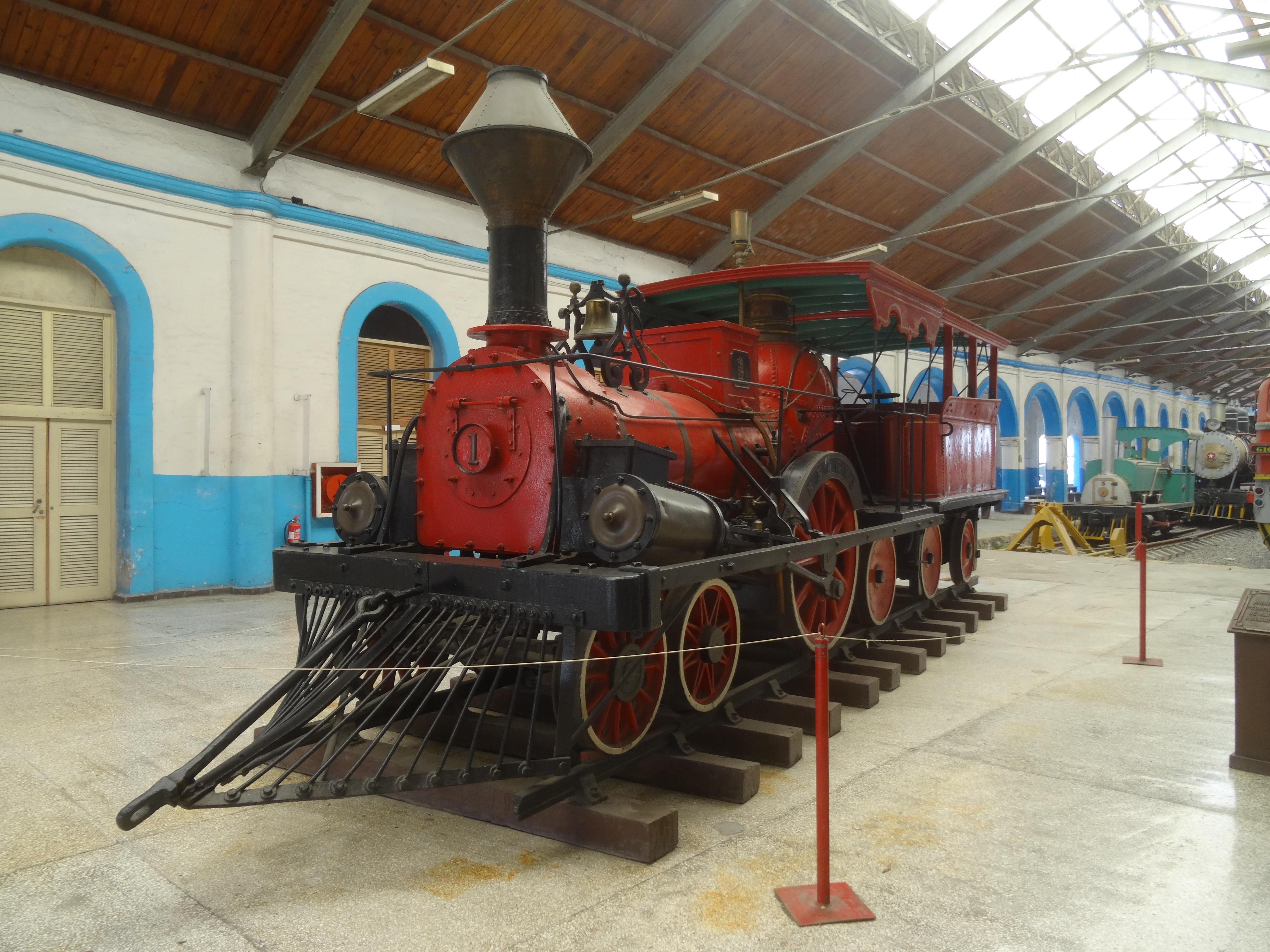
Najstarsza lokomotywa Kuby – „La Junta”, 1843

## Miasta partnerskie
- Belo Horizonte (Brazylia)
- Cuzco (Peru)
- Gijón (Hiszpania)
- Glasgow (Wielka Brytania)
- Kadyks (Hiszpania)
- Madryt (Hiszpania)
- Mobile (Stany Zjednoczone)
- Rotterdam (Holandia)
- Santos (Brazylia)
- São Paulo (Brazylia)
- Stambuł (Turcja)
- Teheran (Iran)
- Vitória (Brazylia)